# Dolor
La Asociación Internacional para el Estudio del Dolor (IASP) describe el dolor como "una experiencia sensorial y emocional desagradable asociada o similar a la asociada a un daño tisular real o potencial". Según esta definición, el dolor es una experiencia compleja que va más allá de la dimensión puramente biológica (relacionada con la transmisión de información nociceptiva).
El dolor es una experiencia sensorial y emocional (subjetiva) desagradable, que pueden experimentar todos aquellos seres vivos que tienen un sistema nervioso central; es el producto de un conjunto de mecanismos neurofisiológicos que modulan la información del daño físico a diferentes niveles y en diferentes partes. Sin embargo, como se ha comentado antes, se trata de una experiencia en la que influyen otros factores además de los biológicos, como los factores psicológicos y los sociales.
La ciencia que estudia el dolor se llama algología.

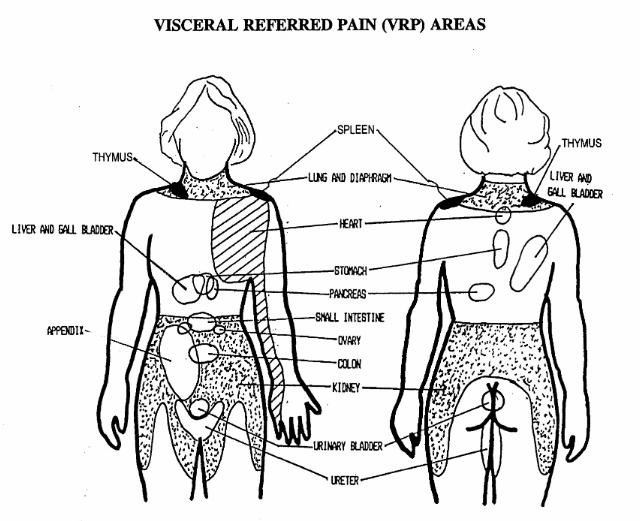
Zonas de dolor visceral

## Historia
Hasta los griegos presocráticos del siglo VI a. C., las enfermedades y sus tratamientos no se concebían en términos naturales y racionales. Varios siglos de medicina científica se reúnen en los casi 70 libros del Corpus Hippocraticum.
A lo largo de los siglos los médicos se han enfrentado al dolor con grandes dosis de literatura y superstición, pero a partir del siglo XIX se obtiene información científica mediante el estudio de la fisiopatología. En el siglo XX se crean especialidades como anestesiología y la reanimación.[cita requerida]

## Fisiopatología
La función fisiológica del dolor es señalar al sistema nervioso que una zona del organismo está expuesta a una situación que puede provocar una lesión. Esta señal de alarma desencadena una serie de mecanismos cuyo objetivo es evitar o limitar los daños y hacer frente al estrés. Para ello, el organismo dispone de los siguientes elementos:
- Detectores de la señal nociva: depende de la existencia de neuronas especializadas en la recepción del dolor, denominadas nociceptores.

- Mecanismos ultrarrápidos de protección (reflejos): son reacciones rápidas, generadas a nivel de la médula espinal que pueden tener como efecto
  - una reacción de retirada (por ejemplo, cuando se retira la mano rápidamente al tocar una superficie ardiente);
  - una contractura de la musculatura que bloquea la articulación si se ha producido una lesión articular (es el caso del lumbago después de la lesión de un disco intervertebral tras un movimiento en falso).

- Mecanismos de alerta general (estrés), por activación de los centros de alerta presentes en el tronco cerebral; ello se traduce en un aumento de la vigilancia y de las respuestas cardiovasculares, respiratorias y hormonales que preparan al organismo a hacer frente a la amenaza (mediante la huida o la lucha).

- Mecanismos de localización consciente e inconsciente de la lesión, a nivel del cerebro; la localización es precisa si la lesión se produce en la piel y difusa o incluso deslocalizada si la lesión afecta un tejido profundo o en el caso de un dolor visceral.

- Mecanismos comportamentales para hacer frente a la agresión: debido a la activación de centros especializados en el cerebro, aumenta la agresividad y pueden producirse manifestaciones de cólera; estas pulsiones tienen como objetivo movilizar la atención del sujeto e iniciar los comportamientos de huida o lucha para preservar la integridad corporal.

- Mecanismos de analgesia endógenos: en ciertas circunstancias estos mecanismos permiten hacer frente a la amenaza a pesar de que se hayan sufrido graves heridas.

La participación tanto de fenómenos psicológicos (subjetivos) como físicos o biológicos (objetivos) en el dolor varía según el tipo de dolor y el individuo que lo manifiesta. Existen muchos estudios que tratan de establecer dicha interrelación y explicar la vivencia dolorosa.

### Componentes
El dolor, sobre todo el dolor crónico, es una experiencia subjetiva pluridimensional y es distinguido por los siguientes componentes: 
El componente sensorial-discriminativo correspondiente a los mecanismos neurofisiológicos de la nocicepción. Detectan el estímulo, su naturaleza (quemaduras, descargas eléctricas, torsión, etc.), su duración, su evolución, su intensidad, y el análisis de sus características espaciales. 
El componente afectivo que expresa la connotación desagradable, dolorosa, relacionada con la percepción del dolor. 
Según la neurofilósofa Magali Fernández-Salazar, la representación mental del dolor crónico (estados mentales aversivos causados por las emociones provocadas por el sufrimiento) posee un valor negativo capaz de transformar los circuitos neuronales.
El componente cognitivo se refiere a todos los procesos mentales que acompañan y dan sentido a la percepción mediante la adaptación de las respuestas de comportamiento tales como los procesos de atención, la anticipación y la desviación, interpretaciones y valores atribuidos al dolor, así como el lenguaje y el conocimiento sobre el dolor (semántica), y los fenómenos de la memoria de experiencias pasadas dolorosas personales (memoria episódica), la decisión sobre el comportamiento apropiado. 
En 1956, el anestesista Henry Beecher demostró la importancia del significado que se le da a la enfermedad en niveles de dolor. Mediante diversos estudios se compararon dos grupos de heridos, soldados y civiles que tenían lesiones idénticas en apariencia, se observó que los soldados exigieron menos analgésicos. Lo que muestra que el traumatismo y su contexto tienen significados muy diferentes: positivos en los militares (representa el final del combate, estar a salvo, la buena reputación en el medio social, etcétera), en comparación con los resultados negativos que presentaron los civiles (representación de la pérdida del empleo, pérdida financiera, desintegración social, etcétera).[cita requerida]

## Mecanismos moleculares de la nocicepción

### Nociceptores
Los nociceptores son terminaciones nerviosas libres de neuronas sensitivas primarias cuyos cuerpos neuronales se encuentran en los ganglios raquídeos. Esto quiere decir que los nociceptores no están rodeados de estructuras especiales, como es el caso de otros receptores sensoriales de la piel, como los corpúsculos de Pacini que detectan las vibraciones, o los discos de Merkel, que detectan la presión. 

### Clasificación
Hay tres grandes clases de nociceptores: térmicos, mecánicos y polimodales. Todos ellos tienen en común la existencia de umbrales de excitación elevados, en comparación con los receptores del tacto y de la temperatura normales. Esto implica que normalmente no se activan en ausencia de estimulaciones nocivas.[cita requerida]
Dado que se trata de terminaciones nerviosas sin estructuras especiales, el término nociceptor se refiere tanto a la fibra nerviosa aferente como a su receptor. Los nociceptores se encuentran en muchos tejidos corporales como la piel, vísceras, vasos sanguíneos, músculo, fascias, tejido conectivo, periostio y meninges. Los demás tejidos corporales apenas cuentan con terminaciones nociceptivas. Estos receptores transmiten la información a través de fibras nerviosas que son clasificadas dependiendo de su diámetro y grado de mielinización en fibras A y C.[cita requerida]

### Tipos de fibras nerviosas
- Fibras A: Las fibras A se subdividen en los tipos alfa, beta, gamma y delta. De estos subtipos, las fibras A delta son las que conducen los impulsos nociceptivos. Son fibras de pequeño diámetro y mielinizadas que conducen impulsos nerviosos relativamente rápidos variando de 5 a 50 metros por segundo. Algunas de ellas responden a la estimulación química o térmica en forma proporcional con el grado de lesión tisular; otras, sin embargo, se activan principalmente por estimulación mecánica, como presión, lo que evidencia que se localizan en el lugar de la lesión. Algunas fibras A delta pueden tener respuestas polimodales y comenzar a excitarse después de que se haya alcanzado un umbral alto de excitación tras la producción del daño tisular.
- Fibras C Son fibras nerviosas de conducción lenta, inferior a la rapidez de conducción de las fibras A delta. Son estructuras no mielinizadas o amielínicas, que responden a estímulos térmicos, mecánicos y químicos, y son llamadas nociceptores-C polimodales. Se calcula que existen alrededor de 200 fibras tipo C por centímetro cuadrado de piel.

### Fenómeno de los dos dolores
Los nociceptores térmicos, mecánicos y polimodales están distribuidos por la piel y los tejidos profundos, y normalmente se activan de manera simultánea. Por esta razón, cuando recibimos un estímulo nociceptivo (por ejemplo, al golpearnos un pie), recibimos primero un dolor agudo, seguido después de una pausa por un segundo dolor más persistente, intenso y sordo. El primer dolor se transmite por las fibras A-delta y el segundo por las fibras C.

### Proteínas nociceptivas
La señal nociceptiva debe transformarse en una señal eléctrica para que pueda ser interpretada por el cerebro. Este proceso de transformación se denomina "transducción". La transducción de la señal nociceptiva está ligada a la activación (en la membrana de las terminaciones nerviosas de los nociceptores) de proteínas que conducen a la apertura de canales iónicos. Cuando estos canales iónicos se abren, se produce una despolarización de la membrana, que conlleva la generación de potenciales de acción que se propagan, a través del axón del nociceptor, hacia el sistema nervioso central. En conjunto, los nociceptores deben ser capaces de detectar diferentes tipos de estímulos nocivos, sobre todo químicos, físicos y térmicos, y deben estar equipados de mecanismos de transducción diferentes para cada categoría de estímulo nocivo.
La primera proteína identificada de transducción nociceptiva es el receptor para los vanilloides, como la capsaicina, el agente activo de los pimientos picantes y responsable de la sensación de ardor que se siente en la boca cuando se consumen comidas muy picantes. Este receptor se identificó en neuronas en cultivo obtenidas a partir de ganglios raquídeos disociados. Las neuronas medianas y pequeñas responden a la capsaicina, al calor o al pH ácido (iones H+). Esta respuesta es una despolarización debida a la entrada de cationes en la célula. A partir de neuronas C y A-delta, se ha podido clonar el gen responsable de la proteína que responde a la capsaicina, el receptor a los vanilloides 1 (denominado originalmente VR1 y luego TRPV1, "Transient Receptor Potential for Vanilloids - 1").
En ratones que carecen de las dos copias del gen TRPV1 (ratones knock-out TRPV1 -/-), las neuronas ganglionares en cultivo no responden a 45 °C. Los ratones TRPV1-/- tienen tres veces menos de fibras C sensibles al calor. Por tanto, el receptor TRPV1 no es el único receptor al calor moderado, pero es el responsable de la mayor parte de las respuestas a este tipo de estímulos.
Esto ha llevado al descubrimiento de otros canales iónicos pertenecientes a la superfamilia TRP, relacionados con la nocicepción, como el TRPM8 o el TRPA1. El TRPM8 relacionado con la sensación de frío inocuo y nocivo, así como la sensación refrescante del mentol y el eucaliptol. Por otra parte, el TRPA1 ha sido relacionado con la mecano-nocicepción, la sensación de frío doloroso y dolor por agentes irritantes como el aceite de mostaza, el cinemaldehído o la nicotina.

### Neurotransmisores de los nociceptores
La transmisión sináptica entre los nociceptores periféricos y las neuronas del asta dorsal de la médula se realiza mediante neurotransmisores liberados por las terminaciones centrales de los nociceptores. Estos neurotransmisores son de dos tipos: glutamato y neuropéptidos.[cita requerida]

#### Glutamato
El neurotransmisor principal de las fibras sensoriales aferentes a nivel de la médula, tanto para los nociceptores como para las neuronas no nociceptoras, es el glutamato. El glutamato es un aminoácido que produce potenciales sinápticos rápidos en las neuronas del asta dorsal, y actúa sobre receptores para el glutamato de tipo AMPA (siglas en inglés del ácido alfa-amino-3-hidroxi-5-metil-4-isoxazol propiónico), permeables a los iones Na+. En determinadas circunstancias, la repetición de estímulos dolorosos próximos despolariza la neurona del asta dorsal, por adición de potenciales sinápticos excitatorios. Si la despolarización es suficiente, se activa un segundo receptor para el glutamato: el receptor NMDA (N-metil-D-aspartato) presente en las neuronas de la lámina I. Este receptor solo se activa (se hace permeable a los iones Ca+2) si la despolarización es suficiente. La entrada de calcio en la célula hace que los receptores AMPA sean más eficaces; como consecuencia, los potenciales sinápticos excitatorios (despolarizantes) son mayores y el dolor aumenta. Este mecanismo de activación de los receptores NMDA explica una parte de los fenómenos de sensibilización central: si se bloquean estos receptores, el fenómeno desaparece.[cita requerida]

#### Neuropéptidos
Las aferencias nociceptivas primarias que se activan debido a la presencia de lesiones tisulares o estimulaciones excesivas de los nervios periféricos inician también potenciales sinápticos más lentos en las neuronas del asta dorsal, que se deben a la liberación de neuropéptidos, de los cuales los más conocidos son la sustancia P y el CGRP.[cita requerida]
Aunque el glutamato y los neuropéptidos se liberan simultáneamente, tienen efectos diferentes sobre las neuronas post-sinápticas: los neuropéptidos amplifican y prolongan el efecto del glutamato. Además, el glutamato tiene un radio de acción limitado a la sinapsis en la cual se libera, debido a que existen mecanismos de recaptura muy eficaces y rápidos, tanto en las terminaciones nerviosas como en las células gliales. Sin embargo, no existen mecanismos de recaptura para los neuropéptidos, que pueden difundirse y ejercer su efecto a distancia. Parece ser que este hecho, combinado con un incremento en la tasa de liberación de neuropéptidos, contribuye al aumento de la excitabilidad del asta dorsal de la médula y a la localización difusa del dolor en muchas situaciones clínicas.[cita requerida]

### Bioquímica de la nocicepción
Cuando se produce una lesión o traumatismo directo sobre un tejido por estímulos mecánicos, térmicos o químicos se produce daño celular, desencadenándose una serie de sucesos que producen liberación de potasio, síntesis de bradiquinina del plasma, y síntesis de prostaglandinas en la región del tejido dañado, que a la vez aumentan la sensibilidad del terminal a la bradiquinina y otras sustancias productoras del dolor o algógenas.[cita requerida]
| Sustancia       | Fuente                                       | Enzima implicada       | Inducción de dolor |
| --------------- | -------------------------------------------- | ---------------------- | ------------------ |
| Potasio         | células dañadas                              | ---                    | ++                 |
| Serotonina      | trombocitos                                  | triptófano hidroxilasa | ++                 |
| Bradiquinina    | cininógeno (plasma)                          | calicreína             | +++                |
| Histamina       | mastocitos                                   | ---                    | +                  |
| ATP             | células dañadas                              | ---                    | +                  |
| H+              | células dañadas / células inflamatorias      | ---                    | +/- potencia       |
| Prostaglandinas | ácido araquidónico (células dañadas)         | ciclooxigenasa         | +/- potencia       |
| Leucotrienos    | ácido araquidónico (células dañadas)         | 5-lipooxigenasa        | +/- potencia       |
| Sustancia P     | terminaciones libres de aferencias primarias | ---                    | +/- potencia       |
| CGRP            | terminaciones libres de aferencias primarias | ---                    | +/- potencia       |

Las sustancias algógenas inducen la activación de los terminales nociceptivos aferentes, produciendo potenciales de acción que se propagan hacia el sistema nervioso central (SNC) a través de la médula espinal. Estos potenciales de acción se transmiten en sentido inverso (de manera antidrómica) e invaden además otras ramas nerviosas colaterales donde estimulan la liberación de neuropéptidos, como la sustancia P, que está asociada con aumento en la permeabilidad vascular y ocasiona una liberación marcada de bradiquinina, con un aumento en la producción de histamina desde los mastocitos y de la serotonina desde las plaquetas. Tanto la histamina como de serotonina son
potentes activadores de los nociceptores.[cita requerida]
La liberación de histamina combinada con liberación de sustancia P aumenta la permeabilidad vascular, generando edema (inflamación) y rojez en la zona afectada. El aumento local de histamina y serotonina, por la vía de activación de nociceptores ocasiona un incremento de la sustancia P que autoperpetúa el estímulo doloroso.
Los niveles de histamina y serotonina aumentan en el espacio extracelular, sensibilizando secundariamente a otros nociceptores y es lo que produce la hiperalgesia.[cita requerida]

### Alodinia e hiperalgesia
Se trata de dos fenómenos que resultan como consecuencia de un proceso de sensibilización, la cual puede ser a nivel periférico o a nivel central, inducido por una lesión. Ambos se caracterizan por la disminución del umbral de activación de los nociceptores.[cita requerida]
La alodinia consiste en el hecho de que algunos estímulos que en condiciones normales no son nocivos son capaces de generar dolor. Por otra parte, la hiperalgesia consiste en que estímulos normalmente nocivos son percibidos de manera exacerbada.[cita requerida]

#### Sensibilización periférica
Se produce cuando una estimulación normalmente no nociva en la piel produce una sensación de dolor, o cuando estímulos dolorosos se perciben con más intensidad de lo normal. El ejemplo típico es el dolor anormal que se siente en la piel en contacto con la ropa después de una quemadura solar. Se puede distinguir entre:[cita requerida]
- Alodinia o hiperalgesia primaria, que se observa en el territorio dañado;
- Alodinia o hiperalgesia secundaria: en este caso la sensibilización se observa también en los territorios cutáneos vecinos que no han estado directamente implicados en la lesión; en este caso solo los estímulos táctiles desencadenan dolor, pero no los térmicos, lo que sugiere un mecanismo diferente entre la hiperalgesia primaria y secundaria.

La sensibilización de los nociceptores después de una lesión o un proceso inflamatorio (como una quemadura solar) se debe a la presencia de agentes químicos, los algógenos, liberados por los tejidos dañados y por la inflamación. Las sustancias algógenas despolarizan los nociceptores, bien directamente (K+), bien activando los receptores de membrana de los nociceptores (por ejemplo, histamina, serotonina, sustancia P, bradiquinina, ATP). La liberación de sustancias algógenas en un tejido dañado y su difusión por el tejido explica que un dolor pueda persistir largo tiempo después de que haya desaparecido el estímulo nocivo y que el dolor pueda extenderse a zonas cutáneas sanas que rodean al tejido inicialmente dañado, acompañado de un edema en la región dañada y de un eritema alrededor de la lesión.[cita requerida]

#### Sensibilización central
En las lesiones severas o persistentes, las fibras C descargan de manera continua y la respuesta de las neuronas nociceptoras del asta dorsal de la médula aumenta progresivamente con el tiempo (este fenómeno se denomina wind-up o "de dar cuerda" también puede ser producido por la "potenciación a largo plazo" estímulos pequeños, de corta duración, pero mantenidos en el tiempo). Esto es consecuencia de un cambio en la eficacia de las sinapsis glutamatérgicas (ver sección glutamato) entre los axones de los nociceptores periféricos y las neuronas del asta dorsal.[cita requerida]

## Vías del dolor y elaboración de la sensación dolorosa
El dolor es un fenómeno complejo, que implica no solo la detección de las señales que implican una posible lesión a la integridad corporal (señales nocivas), sino que incluye también aspectos cognitivos y emocionales.

### Asta posterior de la médula espinal y su organización
Es el lugar en donde se encuentra el complejo inhibidor del dolor, en el que intervienen encefalinas y serotonina. Los axones aferentes de las neuronas nociceptoras hacen sinapsis preferentemente en esta área de la médula, que se subdivide en seis capas diferenciadas: las láminas de Rexed I a VI. Los distintos tipos de nociceptores, con sensibilidades diferentes, hacen sinapsis en láminas distintas.[cita requerida]
| Lámina   | Input                                               | Neurona                                   | Vía de proyección   | Función                                               |
| -------- | --------------------------------------------------- | ----------------------------------------- | ------------------- | ----------------------------------------------------- |
| I        | nociceptores C y Aδ                                 | nociceptores específicos                  | SPA, SPH, STT (VPM) | dolor                                                 |
| II       | nociceptores C y Aδ + receptores no nocivos         | interneuronas excitatorias e inhibitorias | ---                 | modulación de la transmisión de las señales aferentes |
| III + IV | receptores no nocivos Aβ                            | neuronas con pequeños campos receptores   | STT                 | tacto no discriminativo                               |
| V        | nociceptores C y Aδ / receptores no nocivos Aβ + Aδ | WDR (wide dynamic range)                  | STT (VPL)           | dolor, tacto no discriminativo, temperatura no nociva |

Nota: STT = haz espinotalámico (spino thalamic tract), también denominado vía anterolateral, SPA = haz espinoparabraquial amigdalino, SPH = haz espinoparabraquial hipotalámico, VPM = núcleo ventral posteromedial  del tálamo, VPL = núcleo ventral posterolateral del tálamo

Médula espinal - Sustancia gris.

Las láminas I (la zona marginal) y II (la sustancia gelatinosa) reciben los axones aferentes de los nociceptores periféricos, sobre todo fibras C y Aδ. La mayor parte de las neuronas de la lámina I reciben solo estímulos nocivos, por lo que se denominan "nociceptores específicos", y se proyectan después sobre los centros superiores del SNC. Sin embargo, las neuronas de amplia gama dinámica (WDR, por wide dynamic range) responden de manera progresiva, primero a estímulos no nocivos de baja intensidad, que se convierten en nocivos cuando la intensidad aumenta. La lámina II contiene casi exclusivamente interneuronas reguladoras, que modulan la intensidad de los estímulos tanto nocivos como no nocivos, y funcionan como filtros de las señales que pasan de la periferia al cerebro.[cita requerida]
Las láminas III y IV (el núcleo propio de la antigua terminología) reciben axones aferentes de receptores no nocivos Aβ. Estas neuronas reciben por tanto estímulos no nocivos de la periferia, y tienen campos receptivos pequeños, organizados de forma topográfica.[cita requerida]
La lámina V contiene fundamentalmente neuronas WDR que proyectan hacia el tronco cerebral y ciertas regiones del tálamo. Reciben fibras de tipo C, Aδ y Aβ, en muchos casos procedentes de estructuras viscerales. Puesto que en la lámina V convergen aferencias somáticas y viscerales, ello podría explicar el fenómeno del dolor referido, una situación frecuente en clínica, en la que el dolor asociado a una lesión en una víscera se detecta de manera reproducible de un individuo a otro en una zona de la superficie corporal. Así por ejemplo, el 25 % de los pacientes con infarto de miocardio, además de los dolores por detrás del esternón y en el alto del abdomen, sienten un dolor referido en la zona de inervación del nervio cubital del brazo izquierdo.[cita requerida]
La lámina VI (el núcleo dorsal) está implicada en la propiocepción inconsciente.[cita requerida]

### Vías espinales del dolor
Las principales vías implicadas en la transmisión del dolor son:
- La vía que comunica la médula espinal con la corteza cerebral: el haz espinotalámico o tracto espinotalámico (STT) o vía anterolateral, implicada respuesta a una sensación dolorosa; contiene axones procedentes de los siguientes tipos de neuronas (véase la tabla 2):
  - 75 % neuronas nociceptivas de amplia gama dinámica (WDR) de la lámina V
  - 25 % neuronas nociceptivas específicas de la lámina I
  - Neuronas no nociceptivas Aβ y Aδ
- Los haces espinoparabraquial amigdalino (SPA) y espinoparabraquial hipotalámico (SPH), relacionados con las reacciones subcorticales al dolor (sin intervención de la corteza cerebral); ambos haces están constituidos casi exclusivamente por axones provenientes de nociceptores específicos de la lámina I.[cita requerida]

#### El tracto espinotalámico (STT)
Cuantitativamente, es la vía más importante: la interrupción quirúrgica del haz de un lado de la médula disminuye de forma considerable las sensaciones dolorosas de la mitad opuesta del cuerpo, mientras que su estimulación eléctrica provoca una sensación dolorosa.[cita requerida]
- A nivel del tronco cerebral, el STT contacta con cuatro áreas importantes:

1. La formación reticulada (bulbo raquídeo y puente), donde el STT activa reacciones de ajuste cardiorrespiratorias (en el bulbo) y de vigilia (bulbo y puente).
2. El locus coeruleus, un grupo de neuronas que liberan noradrenalina (NA) situado en la parte alta del puente. Su activación por el STT induce una descarga de NA que genera un aumento de la ansiedad y de la vigilancia.
3. El téctum (en el mesencéfalo), donde el STT activa reacciones de orientación de la cabeza y los ojos.
4. La sustancia gris periacueductal, donde activa vías descendentes implicadas en la modulación del dolor (analgesia).

- A nivel del tálamo, el STT contacta con el núcleo ventral posterolateral (VPL) y el núcleo ventral posteromedial (VPM). A su vez, las neuronas de estos núcleos proyectan sus axones sobre el córtex sensorial primario (S1) y sobre el córtex de la ínsula, respectivamente. En general, se puede destacar que:

1. Las neuronas de origen son sobre todo de tipo WDR de la lámina V, y solo algunas nociceptivas específicas de la lámina I.
2. A nivel del diencéfalo, la vía STT-córtex contacta con el hipotálamo.
3. La vía STT-córtex es importante tanto para el componente sensorial del dolor (mediante la conexión con el área S1) como para el componente afectivo (mediante la conexión con la ínsula).

Como ocurre con el STT, las neuronas nociceptivas de los núcleos VPL/VPM son 75 % de tipo WDR y 25 % de tipo nociceptivas específicas. Este hecho es el objeto de una controversia sobre las vías precisas del dolor, ya que, aunque la vía STT se considera la vía principal de transmisión del dolor, está constituida sobre todo por neuronas WDR, lo cual resulta paradójico. Por esta razón, A.D. Craig propone un modelo basado sobre las neuronas nociceptivas específicas. Sin embargo, el hecho de que la vía STT-córtex presente una mayoría de neuronas WDR puede ser pertinente funcionalmente, ya que estas neuronas tienen mucha mejor capacidad que las neuronas nociceptivas específicas para codificar la intensidad del estímulo doloroso, lo que les permite obtener una mejor resolución para distinguir la diferencia entre dos estímulos. Por esta razón, muchos especialistas en el dolor piensan que las neuronas WDR son cruciales para la apreciación sensorial del dolor.

#### Los haces SPA y SPH
Los haces espinoparabraquial amigdalino (SPA) y espinoparabraquial hipotalámico (SPH) son importantes en la transmisión del dolor, pues contribuyen al ajuste rápido y a la activación de comportamientos estereotipados. Contrariamente al STT, están compuestos sobre todo de axones de neuronas nociceptivas específicas, situadas en la lámina I, que codifican la información dolorosa con menor precisión que las WDR. Estas dos vías proyectan sobre:[cita requerida]
- La amígdala, cuyo núcleo central está fuertemente implicado en el miedo, la memoria y los comportamientos emocionales. La amígdala forma parte del sistema límbico.
- El hipotálamo, una estructura fundamental en la homeostasis del cuerpo y en la generación de comportamientos estereotipados de miedo, ira y defensa.

Por ello, estas vías participan en la generación de las dimensiones afectivas del dolor, sobre todo en los aspectos primarios, sin intervención de procesos más elaborados, en los que participa siempre la corteza cerebral. La vía STT-córtex también contacta con el hipotálamo.[cita requerida]

### Integración de los aspectos sensorial y afectivo del dolor
Las neuronas corticales de la corteza somatosensorial primaria (S1) tienen campos receptivos pequeños y están implicadas en la localización precisa de la sensación dolorosa, pero no en la sensación difusa característica de la mayoría de los dolores clínicos. Mediante técnicas de imágenes funcionales (por ejemplo, IRMf o imagen por resonancia magnética funcional), se han identificado otras dos áreas implicadas en la respuesta nociceptiva:[cita requerida]
- el córtex cingular anterior (CCA), implicado en el componente emocional del dolor.
- el córtex de la ínsula, que procesa la información sobre el estado interno del cuerpo (interocepción). Los pacientes con una lesión en la ínsula perciben el dolor, y pueden distinguir entre dolor agudo y sordo, pero no presentan la respuesta emocional habitual al dolor, lo cual implica que la ínsula envía información al CCA que es fundamental para la componente emocional. Estos individuos son incapaces de percibir la amenaza del estímulo nociceptivo y tienen problemas para desarrollar una respuesta adecuada.[cita requerida]

El STT está conectado directa e indirectamente con el córtex de la ínsula. La vía indirecta pasa por el córtex parietal posterior, un córtex asociativo multimodal (auditivo, visual y somatosensorial) que permite al cerebro elaborar una representación sensorial que incluye todos los elementos sensoriales de entrada en un momento dado, además de elementos procedentes de la memoria, que permite al individuo evaluar la amenaza real que constituye la fuente origen de la sensación dolorosa. Esta representación global se comparte con el córtex asociativo multimodal frontal, encargado de definir las prioridades y elaborar una estrategia para hacer frente a la situación, teniendo en cuenta el contexto general y la experiencia pasada.[cita requerida]
En paralelo, el córtex de la ínsula, que proyecta sobre la amígdala y el hipotálamo, modula la componente emocional subcortical, que había sido activada inicialmente por las vías directas espinoparabraquial amigdalino (SPA) y espinoparabraquial hipotalámico (SPH).[cita requerida]
La ínsula y el córtex parietal posterior estimulan a su vez el CCA, una estructura que forma parte de la red emocional y motivacional del cerebro, relacionado con el sistema límbico. Podría tener una función de integración de los elementos emocionales, permitiendo establecer un valor emocional que permite definir las prioridades de acción, completando la acción del córtex multimodal frontal, lo que capacita al individuo a definir si debe afrontar la situación que generó el dolor o bien huir, según las circunstancias.[cita requerida]

## Características del dolor
Las características del dolor se estructuran de acuerdo con la información que la persona afectada puede otorgar; existen varias formas de ordenarla, de acuerdo con la capacidad que tiene el paciente de relatar y precisar su dolor. Básicamente son:
- Comienzo
- Factores causales y agravantes
- Factores atenuantes
- Tipo del dolor
- Localización e irradiación
- Severidad
- Duración y variación temporal

En cuanto a la intensidad del dolor, existen distintas formas de recabar la información en función de la edad del paciente. Para niños menores de cuatro años, se utilizan escalas basadas en la observación de:
- Expresión facial o verbal
- Movimiento o actitud de brazos, piernas y torso
- Llanto
- Consolabilidad

Para niños entre 4 y 12 años:
- Escala visual de expresiones faciales
- La escala de discapacidad y dolor de Wharton[20]

Para adultos:
- Escala análoga visual
- Escala de puntuación numérica
- Escala de puntuación verbal
- La escala de discapacidad y dolor de Wharton

## Factores que modulan el dolor
Existen múltiples factores psicológicos y físicos que modifican la percepción sensorial del dolor, unas veces amplificándola y otras veces disminuyéndola.[cita requerida]
- Sexo y edad.
- Nivel cognitivo.
- Personalidad: estado de ánimo, expectativas de la persona, que producen control de impulsos, ansiedad, miedo, enfado, frustración.
- Momento o situación de la vida en la que se produce el dolor.
- Relación con otras personas, como familiares, amigos y compañeros de trabajo.
- Dolores previos y aprendizaje de experiencias previas.
- Nivel intelectual, cultura y educación.
- Ambiente: ciertos lugares (ejemplo: sitios ruidosos, o con iluminación intensa) tienden a exacerbar algunos dolores (ejemplo: cefaleas).

## Clasificación del dolor

### Según el tiempo de evolución
- Dolor crónico: Es el dolor que dura más de tres meses, como el dolor oncológico.
- Dolor agudo: Es el dolor que dura poco tiempo, generalmente menos de dos semanas, como un dolor de muelas, o de un golpe.

Es difícil diferenciar un dolor agudo de un dolor crónico pues el dolor cursa de forma oscilante y a veces a períodos sin dolor. El dolor postoperatorio es un dolor agudo, pero a veces se prolonga durante varias semanas. Las migrañas o la dismenorrea ocurre durante dos o tres días varias veces al año y es difícil clasificarlas como dolor agudo o crónico.[cita requerida]

### Según la etiología del dolor
- Dolor nociceptivo: Es el producido por una estimulación de los nociceptores, es decir los receptores del dolor, provocando que el "mensaje potencialmente doloroso" sea transmitido a través de las vías ascendentes hacia los centros supraespinales y sea percibido como una sensación dolorosa. Por ejemplo un pinchazo.
- Dolor neuropático: Es producido por una lesión directa sobre el sistema nervioso, de tal manera que el dolor se manifiesta ante estímulos mínimos o sin ellos y suele ser un dolor continuo.[cita requerida]

### Según la localización del dolor
- Dolor somático. Está producido por la activación de los nociceptores de la piel, hueso y partes blandas. Es un dolor agudo, bien localizado, por ejemplo un dolor de hueso o de una artritis o dolores musculares, en general dolores provenientes de zonas inervadas por nervios somáticos. Suelen responder bien al tratamiento con analgésicos según la escalera de la OMS.
- Dolor visceral. Está ocasionado por la activación de nociceptores por infiltración, compresión, distensión, tracción o isquemia de vísceras pélvicas, abdominales o torácicas. Se añade el espasmo de la musculatura lisa en vísceras huecas. Se trata de un dolor pobremente localizado, descrito a menudo como profundo y opresivo, con la excepción del dolor ulceroso duodenal localizado a punta de dedo. Cuando es agudo se acompaña frecuentemente de manifestaciones vegetativas como náuseas, vómitos, sudoración, taquicardia y aumento de la presión arterial. Con frecuencia, el dolor se refiere a localizaciones cutáneas que pueden estar distantes de la lesión, como por ejemplo el dolor de hombro derecho en lesiones biliares o hepáticas.

## Tratamiento
Hay dos líneas de tratamiento del dolor:[cita requerida]
- La terapia mediante farmacología consiste en el suministro de drogas para paliar el síndrome álgico.
- La terapia mediante medicina física o electromedicina consiste en la aplicación de corrientes de distinta índole y ondas sónicas para tratar el dolor, dentro de la amplia gama de dispositivos de electroterapia disponibles.

En el tratamiento del dolor, hay que distinguir entre:
- Tratamiento del dolor agudo es el que se siente al sufrir una contusión, una fractura, tenemos dolor de muelas o caminamos tras una operación quirúrgica importante.
- Tratamiento del dolor crónico es un dolor constante y prolongado en el tiempo.
- Tratamiento del dolor en el cáncer, en el cáncer terminal y en otras enfermedades que cursan con dolor crónico y agudo está descrito en la Escalera analgésica de la OMS (Organización Mundial de la Salud). En ella se describen los distintos tratamientos y medicamentos.

En general, resulta más sencillo tratar el dolor agudo, que normalmente se ha generado debido a la presencia de daño en un tejido blando, una infección y/o una inflamación. Normalmente se trata con medicamentos, usualmente analgésicos, o mediante técnicas apropiadas para eliminar la causa y controlar la sensación dolorosa. Si el dolor agudo no se trata adecuadamente, en algunos casos puede degenerar en dolor crónico.
A menudo, los pacientes que sufren de dolor crónico son tratados por varios médicos especialistas. Aunque normalmente se genera por una lesión, una operación o una enfermedad, el dolor crónico puede no tener una causa aparente. Este problema puede generar problemas psicológicos, que confunden al paciente y a los profesionales médicos. 

### Anestesia
Es la condición en la cual las sensaciones (no solo de dolor) están bloqueadas por una droga que induce una falta de detección. Puede ser total (anestesia general) o parcial, afectando a una parte mínima del cuerpo (anestesia local o regional).[cita requerida]

### Analgesia
La analgesia es la eliminación de la sensación de dolor, sin pérdida de consciencia. El cuerpo posee un sistema endógeno de analgesia, que puede complementarse con analgésicos para regular la nocicepción y el dolor. La analgesia puede producirse en el sistema nervioso central, en los nervios periféricos o en los nociceptores. De acuerdo con la teoría de control de entrada del dolor, la percepción del dolor puede ser modulada por el cuerpo.[cita requerida]
El sistema central de analgesia endógena está mediado por tres componentes principales:[cita requerida]
- la sustancia gris periacueductal;
- el núcleo mayor del rafe;
- las interneuronas inhibidoras del asta posterior de la médula espinal, que inhiben las neuronas que transmiten la nocicepción.

El sistema periférico de regulación consiste de diferentes tipos de receptores de opioides que se activan en respuesta a la unión de las endorfinas del organismo. Estos receptores existen en muchas áreas del cuerpo e inhiben la descarga de neuronas estimuladas por nociceptores.[cita requerida]
La teoría de control de entrada del dolor postula que la nocicepción es "modulada" por estímulos no nocivos como la vibración. Así, frotarse una rodilla golpeada parece reducir el dolor al evitar su transmisión al cerebro. El dolor también se "modula" por señales que descienden del cerebro hacia la médula espinal para suprimir (o en algunos casos aumentar) la información nociceptiva entrante.[cita requerida]

### Tratamientos alternativos
Un sondeo de adultos estadounidenses identificó que el dolor es la razón más común por la que la gente utiliza la medicina complementaria y alternativa.[cita requerida]
La medicina tradicional china considera el dolor como un qi "bloqueado", similar a una resistencia eléctrica, y se considera que tratamientos como la acupuntura son más efectivos para el dolor no traumático que para el dolor traumático. Aunque el mecanismo no se comprende completamente, la acupuntura podría estimular la liberación de grandes cantidades de opioides endógenos.
La medicina alternativa propone el uso de suplementos nutricionales tales como cúrcuma, glucosamina, condroitín sulfato, bromelaina y ácidos grasos omega-3. También se han relacionado la vitamina D y el dolor, pero aparte de en la osteomalacia (raquitismo), los ensayos clínicos controlados han dado resultados poco convincentes.
Se ha probado que la hipnosis, así como diversas técnicas perceptivas que provocan estados alterados de la conciencia, pueden ser una ayuda importante en el tratamiento de todos los tipos de dolor.
Asimismo, algunos tipos de manipulación física o ejercicio muestran también interesantes resultados.

#### Tratamiento del dolor con magnetismo
La estimulación magnética transcraneana repetitiva (EMTr), es uno de los tratamientos prometedores para la terapia del dolor crónico. El campo magnético emitido por varios electroimanes afecta las señales eléctricas con las que se comunican las neuronas, reorientando así la actividad de ciertas células específicas, e incluso circuitos cerebrales completos. Esta técnica es no invasiva, por lo tanto influye en el dolor sin que se introduzcan nuevas moléculas en el organismo; Es posible que la aplicaciòn de esta terapia pueda aliviar enfermos cuyo tratamiento farmacológico resulta inútil.[cita requerida]
La aplicación de esta técnica ha estado en constante crecimiento desde el año 2008, después de ser aprobada por la Agencia Federal de Fármacos y Alimentos para el tratamiento de depresiones crónicas.[cita requerida]

## Otras definiciones de dolor
Según el neurólogo Jordi Montero, "el dolor cumple una función muy específica y absolutamente necesaria. En la lógica de la evolución, según la cual la adaptación al medio es esencial para subsistencia del animal —y con él, la de sus genes— la sensación de daño (la nocicepción) constituye una señal que indica la necesidad de evitar un peligro o de corregir una conducta peligrosa para nuestra integridad". Esta sensación se caracteriza por estar relacionada de manera directa con el causante del daño y dura el tiempo imprescindible para evitar el peligro. Pero solo si se sufre de manera crónica o sin razón alguna es cuando puede decirse que el dolor constituye una enfermedad.
Desde un punto de vista metafísico, se ha definido el dolor como "el esfuerzo necesario para aferrarse a un pensamiento negativo". Esta idea se basa en la creencia de que los seres humanos estamos dotados de una serie de cualidades innatas, que son las cualidades naturales de la propia vida: armonía, sabiduría, fuerza, amor, etc. Serían todas la cualidades consideradas como "positivas". Según este punto de vista, estas cualidades se manifiestan en la persona de forma natural y espontánea sin necesidad de ningún esfuerzo o acción concreta. Cuando alguien reprime esta manifestación natural negándola en su pensamiento se produce en él o ella lo que percibimos como dolor. La causa de esta resistencia o represión estaría normalmente en las creencias adquiridas en la sociedad por la persona.

### Dolor y placer

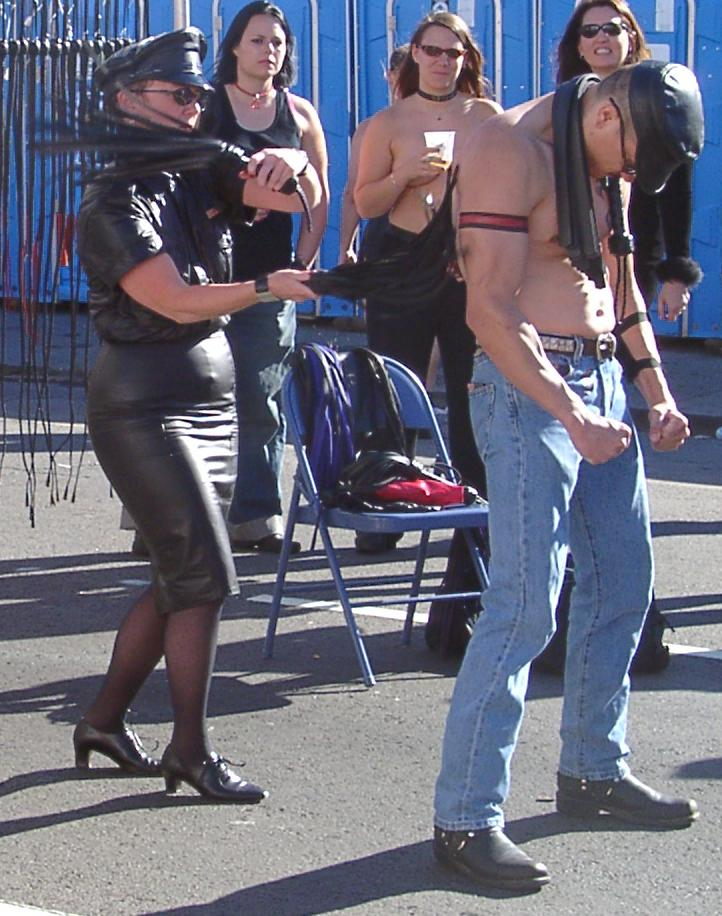
El sadomasoquismo es una forma de sentir placer en el dolor.

Generalmente los conceptos de dolor y placer son opuestos, se supone que si hay placer no puede haber dolor y viceversa. Pero también es sabido que en situaciones alteradas se puede llegar a sentir placer haciendo daño a otra persona (sadismo), obtener placer al sentir dolor (masoquismo) o ambos a la vez (sadomasoquismo). En otras ocasiones, aunque el dolor en sí mismo no produzca placer, sí puede darse la circunstancia de que haya sido causado por un proceso satisfactorio en su conjunto, lo cual puede ocasionar cuadros en los que el dolor y placer se entremezclan. A pesar de parecer contraintuitivo, esta asociación tiene una base neurobiológica que puede entenderse.[cita requerida]

### Dolor fetal
El dolor fetal es el que sienten los bebés antes de nacer, además existen pruebas de que los recién nacidos sufren dolor con mayor intensidad que los adultos.[cita requerida]
A las siete semanas de la gestación ya existe sensibilidad alrededor de la boca y a las 20 semanas en toda la piel, además en esta etapa el bebé es capaz de reconocer la voz de su madre; de las 24 las 48 semanas ya están presentes las vías anatómicas para sentir el dolor.[cita requerida]
Algunos estudios han demostrado que existen cambios bioquímicos en fetos de 23 a 24 semanas, manifestados por la liberación de endorfinas (sustancias que produce nuestro organismo, que actúan como analgésicos naturales) y cortisol (sustancia que aumenta su producción ante casi cualquier tipo de estrés, sea físico o mental) como respuesta a una transfusión intrauterina, es decir de sangre cuando el bebé aún no nace, procedimiento que debe hacer a través del cordón umbilical, por ejemplo cuando se detecta anemia en un feto. El sistema nervioso del recién nacido está en constante desarrollo y es notable la capacidad del cerebro para alterar su organización molecular y funcional en respuesta a un trastorno o perturbación que lo agreda, por lo que experiencias dolorosas en esta etapa y hasta el primer año de edad pueden influir en la arquitectura final de su cerebro cuando llega a adulto. Distintos estudios sugieren que el recién nacido que ha sido sometido a estímulos dolorosos tienen una sensibilidad alterada, manifestada por un umbral del dolor disminuido, esto es que ante estímulos poco intensos se percibe mayor dolor de lo habitual, además de ansiedad, déficit de atención e hiperactividad, patrones de conducta autodestructiva, deficiencias neurológicas, inhabilidad para adaptarse a situaciones nuevas, impulsividad o brusquedad, falta de control social y problemas de aprendizaje.